# Орхус (река)
Орхус (дат. Århus Å) — река длиной 40 километров в восточной Ютландии, Дания.
Река протекает по большой речной долине Орхус-Одал. Сама долина простирается от Силькеборга до прибрежного города Орхус, река Орхус протекает по восточной части долины. Площадь бассейна - 324 км². Река впадает в Орхус-Бугт, который является частью Каттегата. Река Орхус берёт начало на высоте 54 метров над уровнем моря в болотистой местности Аструп-Моуз, недалеко от озера Стиллинг-Сольбьерг, к юго-западу от города Орхус и впадает в гавань Орхуса. На протяжении первых нескольких километров по реке проходит граница между Сканнерборгом и муниципалитетом Орхус.

## История
Река Орхус играла важную роль в развитии Орхуса начиная с VIII века
До конца 20-го века в реке Орхус был значительный улов угря и, в меньшей степени, щуки. Несколько семей, часто базировавшихся на речных водяных мельницах, зарабатывали этим на жизнь, а озеро Брабранд было самым продуктивным местом для рыбалки. Вылов угря быстро пришёл в упадок, а вместе с ним и местная рыбная промышленность в реке Орхус иссякла. На протяжении 20-го века река и её экосистема пришли в серьёзный упадок из-за загрязнения питательными веществами бытовых сточных вод и стоков с сельскохозяйственных угодий. Сегодня, после некоторых дорогостоящих усилий по восстановлению разрушительных последствий эвтрофикации, экосистема и биоразнообразие реки Орхус восстанавливаются и теперь вновь включают в себя широкий спектр видов рыб. Две бывшие рыбоводные фермы вдоль реки Орхус в Пиндс-Мелле и Гаммель-Харлеве были перепрофилированы в места для спортивной ловли форели[уточнить].
С развитием автомобилизации в 1930—1958 годах течение реки через город Орхус было убрано под землю и перекрыто дорогами. В ходе этого процесса был создан новый транспортный маршрут к промышленной гавани. В 1989 году было решено, что река Орхус должна быть вновь открыта, реализация проекта началась в сентябре 2005 года. В 2008 году был торжественно открыт вновь открытый участок реки в Обулевардене, и начались работы на последнем участке у входа в гавань, которые завершились в 2015 году